# Dysdera pharaonis
Dysdera pharaonis är en spindelart som beskrevs av Simon 1907. Dysdera pharaonis ingår i släktet Dysdera och familjen ringögonspindlar.
Artens utbredningsområde är Egypten. Inga underarter finns listade i Catalogue of Life.